# Werner Loeckle
Werner E. Loeckle (* 4. Mai 1916 in Ludwigshafen; † 20. März 1996) war auch ein deutscher Ruderer, der 1936 eine olympische Bronzemedaille mit dem Achter gewann. Er studierte Medizin in Berlin und war beim medizinischen Institut der Deutschen Versuchsanstalt für Luftfahrt tätig. Bis 1945 war sein Schwerpunkt Vibration und Druckwellen.
Werner Ernst Loeckle ruderte für die Rudergesellschaft Wiking Berlin. Bei der Deutschen Meisterschaft 1936 in Berlin siegte der Achter von Wiking Berlin vor zwei Achtern, die als vereinsübergreifende Rudergemeinschaften für die Olympischen Spiele gebildet worden waren. Damit qualifizierte sich der Achter von Wiking Berlin für die olympische Regatta, die wie die Deutsche Meisterschaft auf der Regattastrecke Berlin-Grünau ausgetragen wurde. Das Boot in der Besetzung Alfred Rieck, Helmut Radach, Hans Kuschke, Heinz Kaufmann, Gerd Völs, Werner Loeckle, Hans-Joachim Hannemann, Herbert Schmidt und Steuermann Wilhelm Mahlow belegte bei der olympischen Regatta im dritten Vorlauf den zweiten Platz hinter dem Boot aus der Schweiz, konnte sich aber als Sieger des ersten Zwischenlaufs für das Finale qualifizieren. Im Endlauf erreichten die ersten drei Boote innerhalb einer Sekunde das Ziel, es gewann das Boot aus den Vereinigten Staaten vor den Italienern und den Deutschen.
Völs, Loeckle, Hannemann und Schmidt hatten bei der Deutschen Meisterschaft 1936 neben dem Titel im Achter auch den zweiten Platz im Vierer ohne Steuermann belegt, 1937 erreichten die vier Ruderer den dritten Platz.
Von 1945 bis 1947 war er im Aeromedical Center in Heidelberg und anschließend in Randolph Fields bis 1950 tätig. Loeckle war von 1953 bis 1996 niedergelassener Gynäkologe in Frankfurt am Main. Er war außerdem Autor zahlreicher Bücher.

## Publikationen
- Über die Wirkung von Schwingungen auf das vegetative Nervensystem und die Sehnenreflexe Würzburg 1941 (Dissertation)[2]
- Mundverdauung und Krebsvorsorge: Diät zur Stoffwechselbelebung Frankfurt 1961
- Therapieschaden und Krebs: Krebsbehandlung als Rechtsfrage Ulm 1964
- Bewusste Ernährung und gesundende Lebensführung: Ein Wegweiser für Gesunde und Kranke Freiburg 1970
- Krebs-Alarm: Vorsorge ohne Gewalt Schaffhausen 1978
- Schwimmen wie noch nie Frankfurt 1982
- Erlebnismeditation Lichtsprung Frankfurt 1984